# Anopheles kosiensis
Anopheles kosiensis är en tvåvingeart som beskrevs av Coetzee, Segerman och Hunt 1987. Anopheles kosiensis ingår i släktet Anopheles och familjen stickmyggor. Inga underarter finns listade i Catalogue of Life.